# گزا کاداش
گزا کاداش (مجاری: Géza Kádas; ۷ اوت ۱۹۲۶ – ۶ مارس ۱۹۷۹) شناگر اهل مجارستان بود.